# صندوق الزيادة والإنقاص

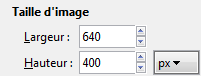
نموذج لأزرار الأسهم.

صندوق الزيادة والإنقاص (بالإنجليزية: Spinner)‏ هو أحد مكونات واجهة المستخدم الرسومية يستعمل لتعديل قيمة رقمية في مربع النص. مفتاح السهم في المربع العلوي على رأس سهم يشير إلى الأعلى بينما يحتوي زر السهم في المربع السفلي على رأس سهم يشير إلى الأسفل. يؤدي نقر المربع العلوي إلى زيادة القيمة في مربع النص المرتبط بينما يؤدي نقر المربع السفلي إلى نقص القيمة. ويؤدي النقر والاستمرار الضغط على زر الفأرة على أحد المربعات إلى تمرير الأرقام في مربع النص بسرعة.